# دوست مکاتبه‌ای
دوست مکاتبه‌ای یا دوست نوشتاری (به انگلیسی: Pen pal) به کسانی گفته می‌شود که از راه نامه نوشتن، چه به شیوه پستی و چه به شیوه الکترونیکی (e_mail)، با یکدیگر پیوند دارند.

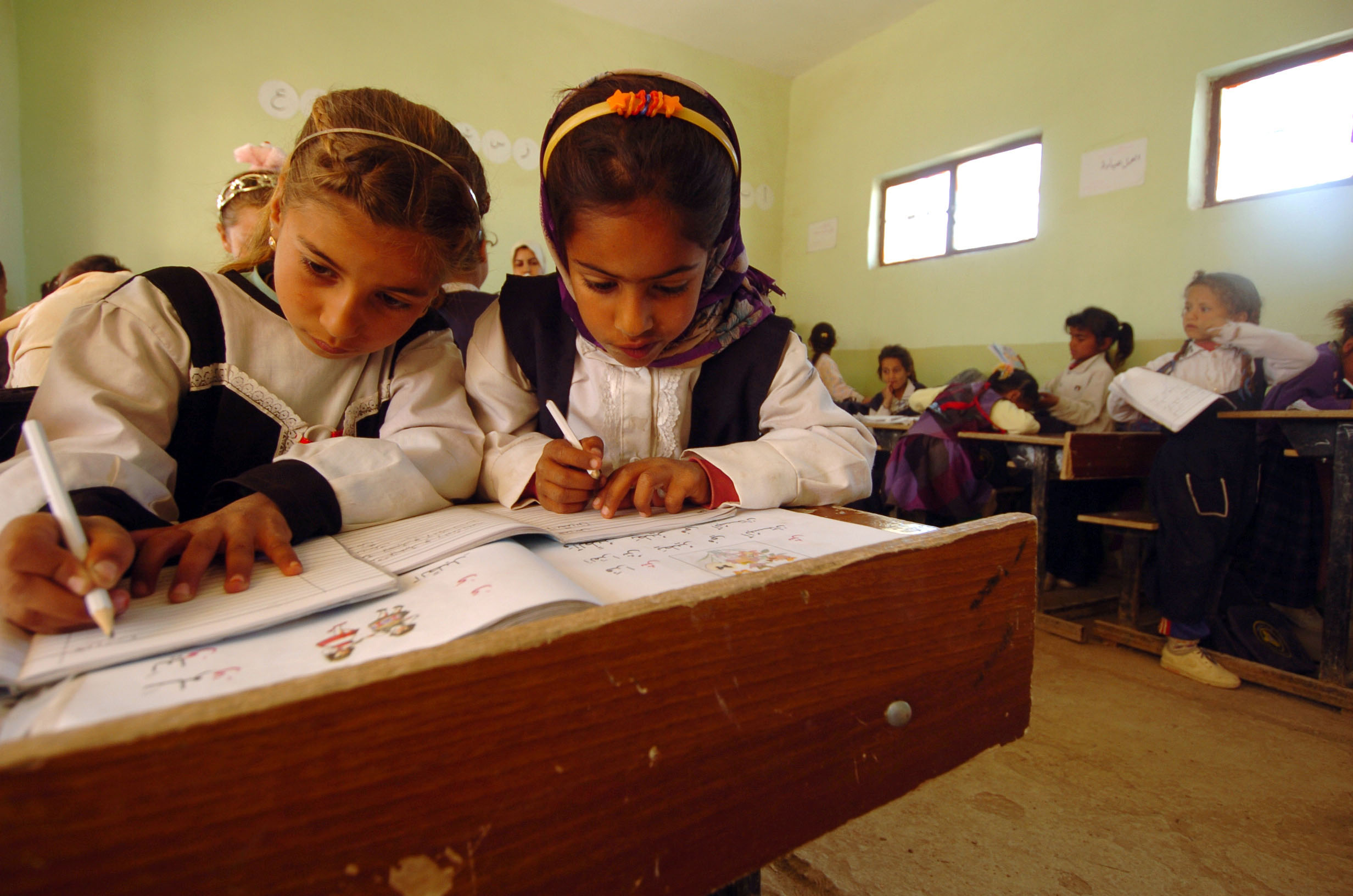
اجرای یک برنامه ایجاد پیوند میان دانش آموزان عراقی و آمریکایی از راه نوشتن نامه.

## هدف
پیوند مکاتبه‌ای بیشتر برای تمرین کردن خواندن و نوشتن برای بهبود یادگیری یک زبان بیگانه است، همچنین برای آشنایی با سبک‌های زندگی و فرهنگ‌های گوناگون و در سراسر جهان، شناساندن فرهنگ و آیین خود به دیگر مردم جهان و ایجاد پیوند دوستی هم انجام می‌شود.
گیراییِ داشتن یک پیوند این است که در آن دوست شما، شما را ندیده و نمی‌شناسد و شما می‌توانید ویژگی‌هایی از خود را برای او تعریف کنید که دارای آن‌ها نمی‌باشید!
پیوند مکاتبه‌ای بسته به افرادی که در آن هستند گاهی بسیار کوتاه مدت، گاهی منجر به یک پیوند جدی، دیدارهای رو در رو یا حتی گاهی منجر به ازدواج می‌شود.
افراد بر اساس یک شاخص مورد نظر خود دوست مکاتبه‌ای خود را برمی گزینند برای نمونه زبان، سرگرمی، جنسیت، سن، ملیت، فرهنگ و... می‌تواند افراد را برای آغاز یک پیوند مکاتبه‌ای به سمت یکدیگر بکشاند.
بیشتر افراد (به جز افرادی که در جهان غرب زندگی می‌کنند) زبان مادری خود را برای نوشتن نامه در دوستی مکاتبه‌ای به کار نمی‌برند و بیشتر این نامه‌نگاری‌ها به زبان انگلیسی انجام می‌شوند، چون انگلیسی زبان جهانی است البته در مواردی هم این نامه‌نگاری‌ها با زبان فرانسوی یا آلمانی انجام می‌شوند.
در گذشته پیدا کردن یک دوست مکاتبه‌ای که پیش از او را ندیده باشید کم و بیش نشدنی بود، مگر اینکه نامه نوشته شده و به طور شانسی یک آدرس و کد پستی برای آن نوشته می‌شد.
امروزه شمار دوستان مکاتبه‌ای افزایش چشمگیری داشته و افراد فراوانی از سراسر جهان با پیوستن به وب سایت‌های دوست یابی کسانی را برگزیده و به برقراری پیوند دوستی از راه ایمیل می‌پردازند.
رایگان بودن، سرعت و همیشه در دسترس بودن ایمیل سبب شده تا شکل سنتی دوستی مکاتبه‌ای کم و بیش از میان برود.
داشتن یک دوست مکاتبه‌ای برای زندانیان که با جهان بیرون هیچ پیوندی ندارند یک نعمت به شمار می‌آید.
امروزه با راه پیدا کردن اینترنت در بیشتر زندان‌های جهان، شرایط مناسبی برای زندانیان فراهم شده تا دوست مکاتبه‌ای پیدا کنند.

## سازمان‌ها
امروزه سازمان و وب سایت‌های بسیاری با معرفی کردن مردم به یکدیگر برای ایجاد یک پیوند مکاتبه‌ای تلاش می‌کنند.
از جمله می‌توان به Snail mail و Europa pages اشاره کرد.

## سینما
در سال ۱۳۷۹ خورشیدی (۱۹۹۹ میلادی) فیلم Sirf Tum در سینمای هند ساخته شده که داستان دختر و پسری است که از راه دوستی مکاتبه‌ای دل به یکدیگر می‌بندند.
فیلم انیمیشنی مِری و مَکس نیز داستان دختر ۴ساله استرالیایی و مرد ۴۴ساله نیویورکی است که از از همین طریق با هم آشنا می‌شوند و این دوستی مکاتبه‌ای ۱۸سال ادامه پیدا می‌کند. این فیلم بر اساس داستانی واقعی ساخته شده است.